# St. Pöltner Stadtmauer

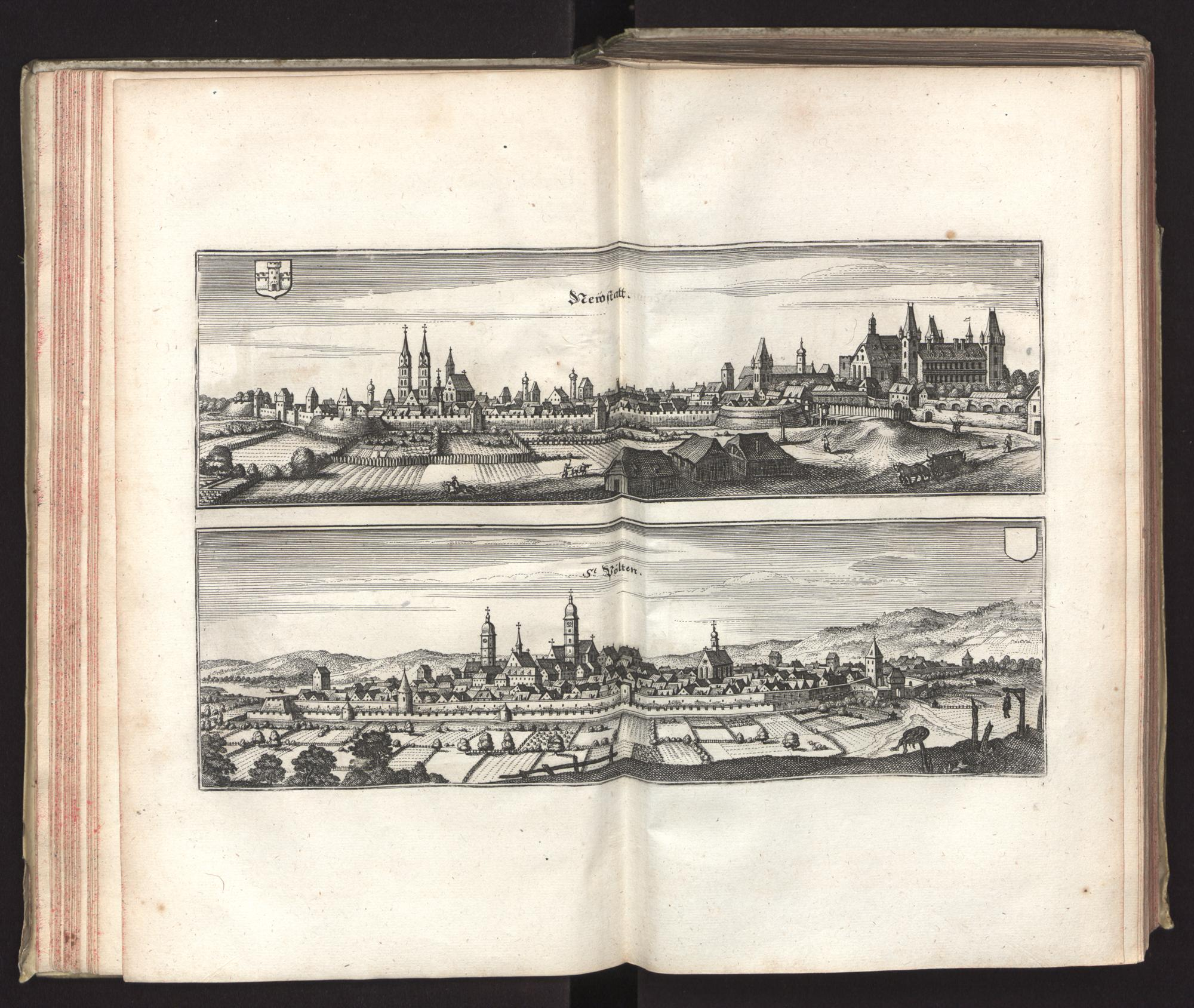
St. Pölten mit Stadtmauer auf dem unteren Bild, 1679

Die St. Pöltner Stadtmauer war für ungefähr 600 Jahre die Stadtmauer der österreichischen Stadt St. Pölten. Die Befestigungsanlage wurde vermutlich von 1253 bis etwa 1286 errichtet und bestand bis zur Mitte des 19. Jahrhunderts.
Die Stadtmauer bestand aus einer dickeren inneren Mauer, daran anschließend einem Zwinger von etwa 4 m Breite, danach einer dünneren äußeren Mauer, schließlich einem etwa 16 m breiten Stadtgraben und ganz außen, einer weiteren Mauer. Die inneren Maueranlagen war mit etlichen mehrstöckigen und befestigten Wehrtürmen versehen und besaßen drei große Stadttore samt Vorbauten.
Es sind nur wenige Überreste der Befestigungsanlage erhalten, doch wurde sie auf Fotos und zahlreichen historischen Bildnissen festgehalten. Bei den Resten handelt es sich um zwei Zwingertürme in der Dr.-Karl-Renner Promenade und einen kurzen Mauerabschnitt in derselben Straße.

## Stadtentwicklung St. Pöltens
In der Zeit direkt nach der Erbauung der Befestigungsanlage lagen zahlreiche Grundstücke innerhalb der Mauern noch brach. Erst nach der Errichtung der Ummauerung ließen sich mehr Menschen in St. Pölten nieder. So stieg die Anzahl der Häuser in St. Pölten von 1324 bis 1367 um mehr als 50 %. Erst für die 2. Hälfte des 14. Jahrhunderts kann man also von einer Abgeschlossenheit der ersten Etappe der baulichen Entwicklung der Altstadt sprechen.

## Datierung des Baubeginns und der Fertigstellung der Mauer
Mit dem Bau der Befestigungsanlage wurde Mitte des 13. Jahrhunderts begonnen, wahrscheinlich ab 1253. Man nimmt dieses Datum an, da in diesem Jahr dem Fürstbischof des Bistums Passau, Berthold von Pietengau, in einem Schiedsspruch zugestanden wurde, seine Städte St. Pölten und Eferding so zu befestigen, wie es seiner Kirche, ihm und seinen Nachfolgern nützlich erschien. 1276 wurde die Bewilligung durch König Rudolf von Habsburg erneut bestätigt und eine Urkunde aus dem Jahr 1284 berichtet von der finanziellen Belastung des St. Pöltner Klosters, das den Mauerabschnitt vom Kremser zum Wiener Tor auszuführen und infolgedessen auch für die nötigen Einquartierungen zu sorgen hatte. Fertiggestellt wurde die St. Pöltner Stadtmauer, so nimmt man an, spätestens 1286. Auf dieses Jahr kommt man, da seit 1286 erstmals und seitdem öfters von Bauten berichtet wird, die sich „innerhalb der Stadtmauern“ befunden haben sollen.

## Bestandteile der Befestigungsanlage
Mauern, Zwinger und Graben

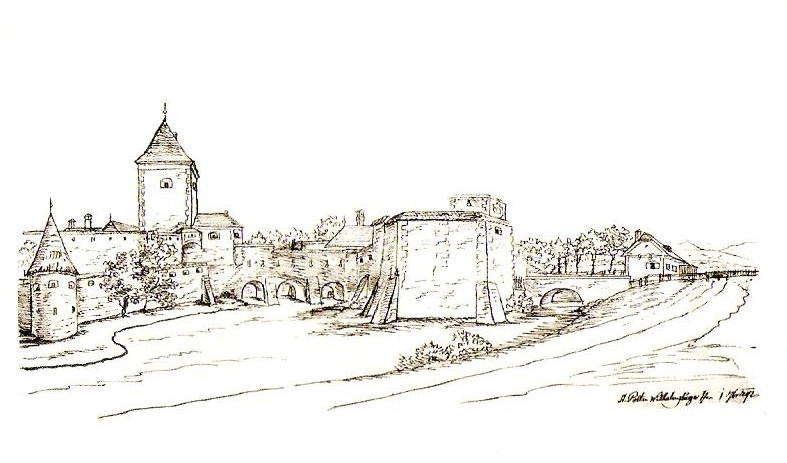
Der höhere Turm links war der Torturm des Linzer Tors, in der Bildmitte der Stadtgraben, darin der befestigte Vorbau des Linzer Tors, der durch Steinbrücken mit der Stadt und dem außerhalb gelegenen Ufer verbunden war, 1792

Die Befestigungsanlage bestand von Anfang an aus einer die Stadt begrenzenden ersten Wehrmauer (dem Bering) von 1,5 m Dicke. Dieser erste, relativ hohe Mauerring war Ende des 13. Jahrhunderts wahrscheinlich bereits fertiggestellt und mit kleinen Türmen versehen. Bis zum Ende des 15. Jahrhunderts wurde die Anlage erweitert und hat bis dahin ihre endgültige Gestalt angenommen. An die innere, größere Mauer schloss sich ein 4 m breiter Freiraum, der Zwinger an. Auf der anderen Seite des Zwingers befand sich eine kleinere, erst 1548 errichtete zweite Wehrmauer (die Zwingermauer) von nur 0,6 m Dicke. An diese anschließend, wurde die Anlage von einem zeitweise wasserführenden, etwa 16 m breiten Stadtgraben umgeben. Der Stadtgraben wurde noch einmal von einer Kontermauer umgeben.
Türme

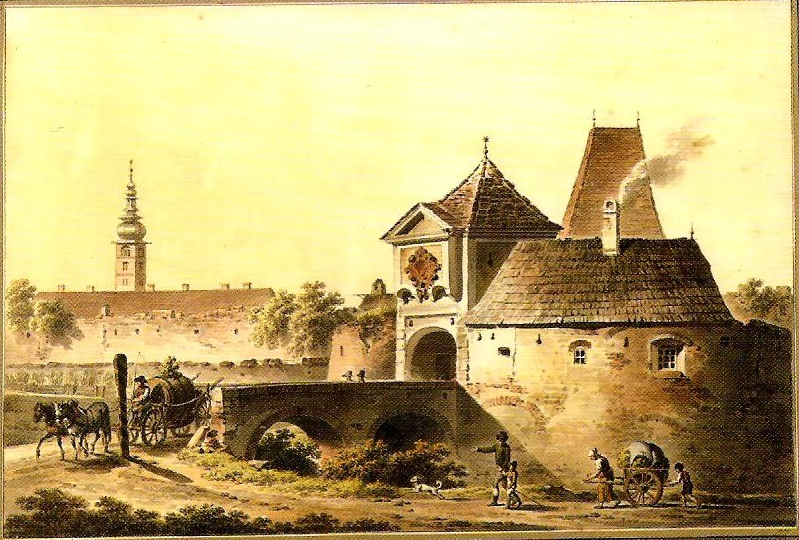
Das Kremsertor, um 1810

Zur Befestigungsanlage gehörten etliche Türme, wie etwa der Dicke Turm am Ende der Heßstraße (heute Heßstraße 14), der Ledererturm am Ende der Ledererstraße oder der Teichturm. Der Dicke Turm war nicht mit einem Tor ausgestattet, sondern diente ausschließlich als Verteidigungsanlage. Bevor er abgerissen wurde, stand er mindestens bis 1860. Im Bereich des Ledererturms (auch Wasserturm) befand sich zusätzlich zu den befestigten Stadttoren ein weiterer Durchgang, der allerdings hauptsächlich für den Schweinetrieb genutzt wurde, das sogenannte Sautor oder Mockentor. Der Ledererturm war vier Geschosse hoch und ragte somit weit über die Stadtmauer hinaus. Dort wo er stand, war die Mauer zusätzlich noch mit einer halbrunden Bastion verstärkt befestigt, womit sich auch eine Ausbuchtung des Stadtgrabens nach Süden hin ergab. Der Ledererturm war mit einer Rinne mit dem Gebiet jenseits des Stadtgrabens verbunden, über welche der Ledererbach ins Turmgewölbe und dann durch die Stadt St. Pölten floss. Über der Rinne befand sich ein Steg mit Geländer, über den der städtische Schweinehirt die Schweine auf die Stadtweide getrieben haben soll. 1807 wurde der Ledererturm abgetragen, nach Protesten der Bevölkerung konnte die Stadtmauer aber erst 1817 durchbrochen und an der Stelle ein neues Tor nach außen eröffnet werden. Ein Torturm, der Teichturm, befand sich nördlich des heutigen Platzes Am Bischofsteich (an das Eckhaus der heutigen Klostergasse und Parkpromenade anschließend). Er wurde nach einer Initiative des St. Pöltner Verschönerungsvereins im Jahr 1871 abgetragen.
Tore

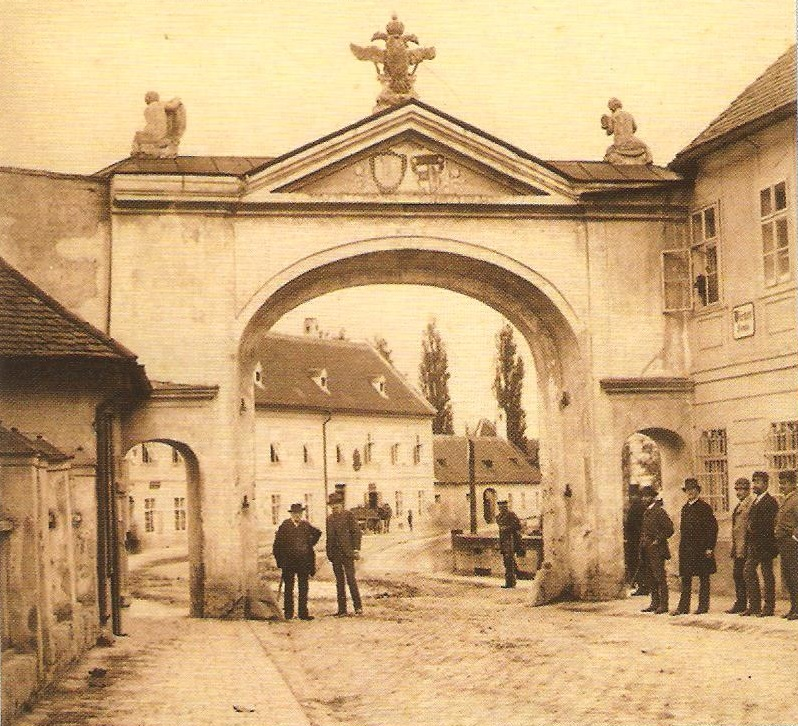
Ein Teil der Stadttoranlage des Wiener Tors, vor 1887

Es gab drei große Haupttore, durch die man in die Stadt aus- und eingehen konnte: das Kremser Tor (zuvor als porta Chremsensis bezeichnet) im Norden, das Wiener Tor (porta wiennensis) im Osten und das Linzer Tor (zuvor porta superior, dann Wilhelmsburger Tor, dann Linzer Tor) im Südwesten. Für die Erhaltung des Kremser Tores war das St. Pöltner Chorherrenstift verantwortlich. Im 13. Jahrhundert erbaut, wurde das Kremser Tor im Urbar von 1324 erstmals erwähnt. Es bestand aus einem Torturm (auf der Höhe der heutigen Kremsergasse 41) und einem im 16. Jahrhundert errichteten Vorwerk. Dieses Vorwerk lag wie eine Insel im Straßengraben und war durch zwei steinerne Brücken mit dem Torturm und auf der anderen Seite mit der Straße nach Krems verbunden. 1816 wurde das Vorwerk abgerissen und der Platz vor dem Torturm planiert. Der Torturm wurde 1857 während des Baus der Westbahn abgerissen. Die in der Stadt gelegene Kremsergasse war ursprünglich nur eine Nebengasse und entwickelte sich erst nach dem Bau des St. Pöltner Hauptbahnhofs zu einer frequentierten und zentralen Straße der Altstadt. Das Linzer Tor (östlich der heutigen Linzer Straße 30 und 32) bestand aus einem im 13. Jahrhundert errichteten, hohen Torturm und einem 1548 errichteten, vieleckigen Vorbau. Dieser Vorbau wurde 1803/04 abgerissen, der Turm erst 1835. Das Wiener Tor wurde ebenfalls im 13. Jahrhundert errichtet und verfügte über zwei Tortürme. Der innere, hohe und schmale Turm (auf der Höhe der heutigen Wiener Straße 46a, 46b und 47) hatte einen massiven Unterbau, der etwa so hoch war, wie die ihn umgebenden Häuser. Stadtauswärts, also östlich dieses Turms befand sich ein Torbau mit zwei Toröffnungen, auf dessen Dach ein gedeckter Gang verlief. Daran schloss sich der Zwinger an, noch einmal außerhalb lag der äußere Torturm. Das Wiener Tor wurde zwischen 1778 und 1787 abgerissen, in der Folge wurden die Häuser Wiener Straße 48, 49, 50 und 51 erbaut.

## Abriss der Anlage

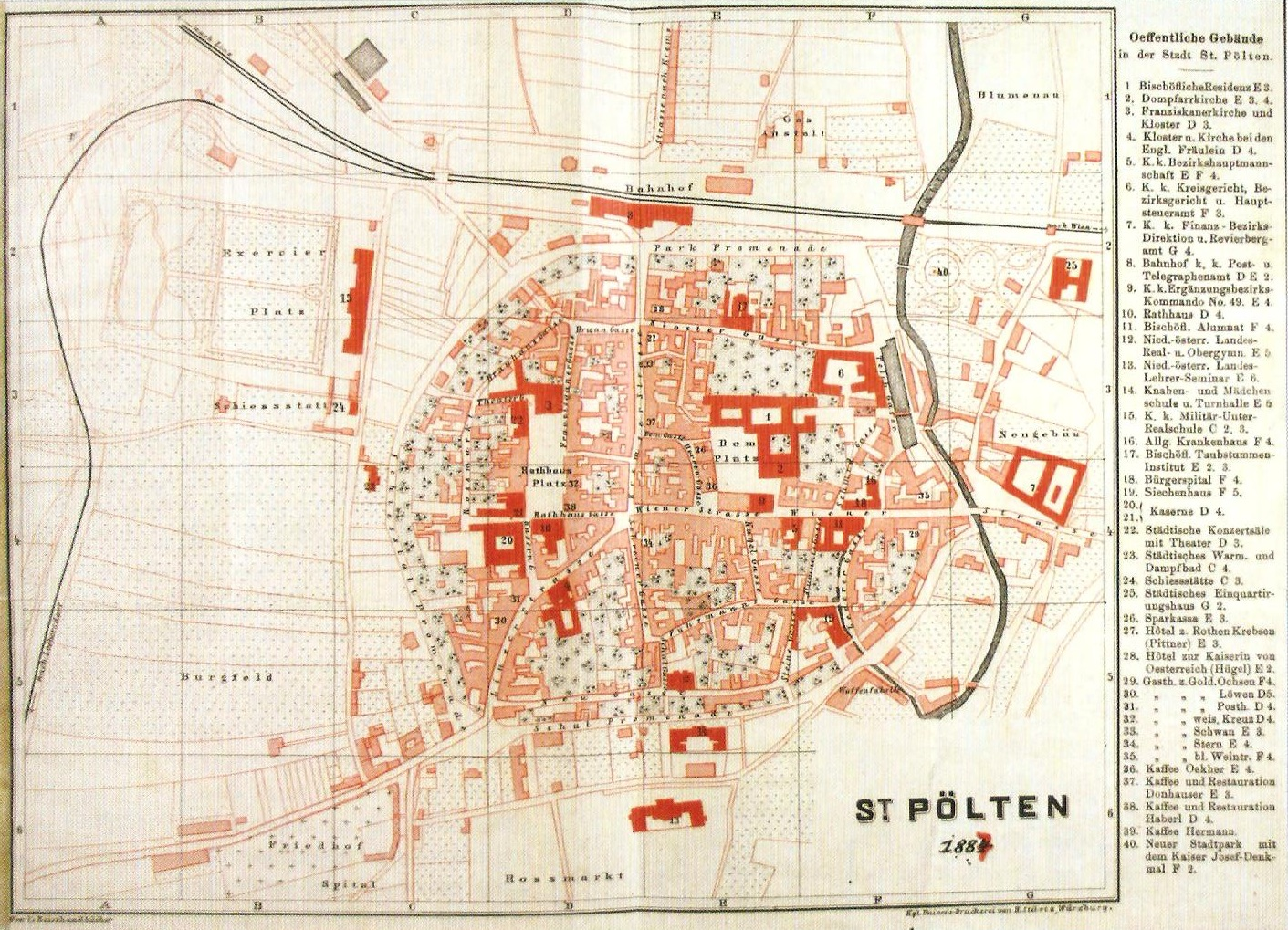
Stadtplan von 1887, auf dem die Lage der ehemaligen Befestigungsanlage deutlich zu erkennen ist

1848 wurde die Schleifung der Stadtmauer beschlossen, um das Wachstum der Stadt nicht weiter zu behindern. Zur Zeit ihres Bestehens definierte sie die Ausdehnung St. Pöltens und noch heute markieren die Straßen, die an ihrer Stelle entstanden die Begrenzung der St. Pöltner Altstadt. Außerhalb der Anlage wurden bis 1848 kaum Gebäude errichtet. Ausnahmen waren die Mühlen entlang des Mühlbaches, erste frühindustrielle Ansiedlungen wie die Kattunfabrik St. Pölten, die Schießstätte und das Siechhaus. Erst der Beschluss von 1848, die bereits verfallene und militärisch bereits funktionslose Stadtmauer abzutragen, hatte zur Folge, dass sich St. Pölten räumlich ausdehnte. Die erste wesentliche Durchformung des modernen Stadtkörpers fiel dann aber erst in die Jahrzehnte der Gründerzeit ab etwa 1870. Auf einem Stadtplan von 1887 ist gut zu erkennen, dass zu dieser Zeit immer noch sehr wenige Gebäude außerhalb der ehemaligen Befestigungsanlage gebaut worden waren.
Nachdem zwei der drei großen Stadttore bereits zuvor gefallen war, geschah mit dem Kremser Tor bald nach 1848 dasselbe. Der Beschluss von 1848 sah vor, Mauern und Stadtgraben zu beseitigen. So begann man 1849 Grundstücke zu verkaufen, Zwinger- und Stadtgrabenparzellen im Süden (zwischen Wiener und Linzer Tor) wurden veräußert. Verkauft wurde unter der Bedingung, dass die Käufer die Mauer abzureißen hatten. Trotzdem blieben einige wenige Teile des Befestigungsrings, vor allem an der Südseite, bis heute erhalten. Im Süden ging der Abriss rasch voran, im Norden erst seit dem Baubeginn des St. Pöltner Hauptbahnhofs 1856.

## Sichtbare Überreste

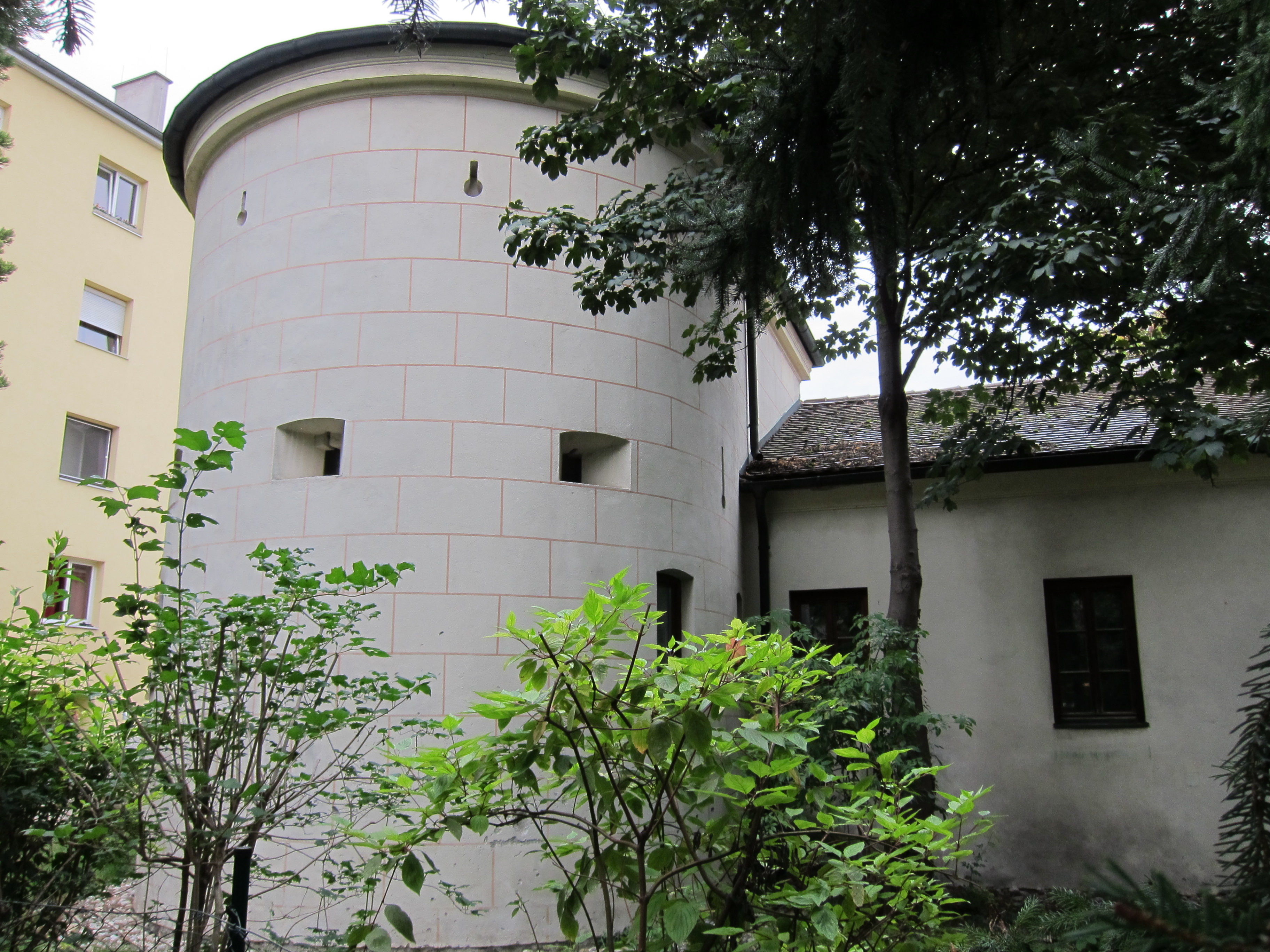
Ein Zwingerturm und Reste einer daran anschließenden Ledererwerkstatt in der Dr.-Karl-Renner-Promenade 29, 2012

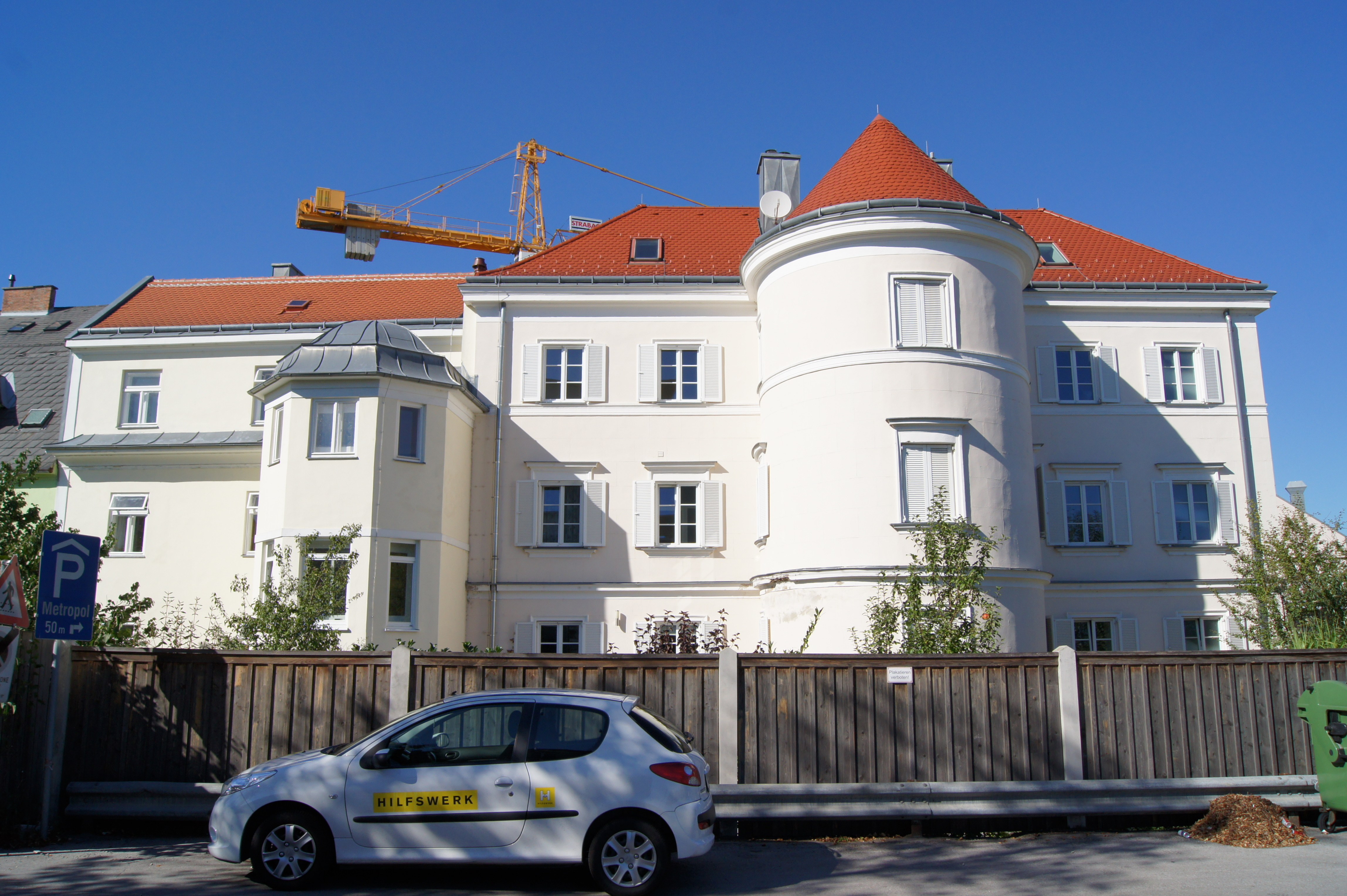
Ein Zwingerturm der Stadtmauer, der heute in das Wohngebäude in der Dr.-Karl-Renner-Promenade 29 integriert ist, 2011

Die heute noch sichtbaren Reste sind äußerst spärlich. In der Dr.-Karl-Renner-Promenade 23 hat sich ein Turm erhalten, in der Dr.-Karl-Renner-Promenade 29 ein Turm und Reste der Mauer. Der Turm auf Nr. 29, ein Zwingerturm, wurde im 16. Jahrhundert zur Anlage hinzugebaut und lag genau im Zwinger, den er also unterbrach. Im 18. Jahrhundert wurden in seinem Bereich von der direkt an der Stadtmauer errichteten Kattunfabrik St. Pölten Magazine und Trockenböden an die Mauer angebaut. Spätere Besitzer der Fabrik trugen zwar den Zwinger ab, ließen allerdings die Fabrik samt den von ihr wirtschaftlich genutzten Teilen der Befestigung stehen. Im 19. Jahrhundert wurde der Turm Teil einer Ledererwerkstatt, 1904 wurde diese zu einfachen Wohnungen umgebaut. Eine Wohnungsgenossenschaft kaufte 1963 die Wohnungen und versuchte, den sich bereits in schlechtem Zustand befindlichen Turm illegal abzureißen. Dies wurde verhindert und der gesamte Bau von der Stadtgemeinde gekauft. 1978 wurde renoviert, danach nutzte ein Architekt den Turm als Büro. Der Grundriss des dreistöckigen Turms ist hufeisenförmig. Er besitzt ein flaches Kegeldach, hat schmale Fenster und zwei Reihen von Schießscharten, über die er vermutlich von Anfang an verfügte. Mit seinem Traufgesims wurde der Turm erst im 18. Jahrhundert versehen, ein rundbogiger Eingang an der Westseite stammt aus dem 19. Jahrhundert. Noch später wurden an der Nordseite ein quadratisches kleines und ein schmales hochrechteckiges Fenster eingesetzt. Der gemalte Quaderdekor wurde rekonstruiert und stammt ursprünglich aus der Barockzeit. Der Anbau im Osten zeigt Reste der Ledererwerkstatt, an welche sich kurze Stücke der ehemaligen inneren Mauer und der schmaleren Zwingermauer anschließen. Auch der Turm in der Dr.-Karl-Renner-Promenade 23 war ein Zwingerturm. Er ist heute Teil eines dreistöckigen Wohnhauses, das ursprünglich 1850 erbaut wurde.
Dort, wo der Stadtgraben St. Pölten umgab, führen heute die Promenaden um die Stadt.